# Мак-Клур (пролив)
Мак-Клур (англ. M'Clure Strait) — пролив, отделяющий острова Мелвилл (остров, Канада), Принс-Патрик и Эглинтон от острова Банкс в Канадском Арктическом архипелаге.

## География
Пролив Мак-Клур расположен в западной части Канадского Арктического архипелага и является частью одного из маршрутов через Северо-Западный проход наряду с проливами Барроу, Вайкаунт–Мелвилл и Ланкастер. В англоязычной литературе эти четыре пролива называют Parry Channal (пролив Парри). Пролив Парри отделяет Острова Королевы Елизаветы от остальной части Канадского Арктического архипелага.
Пролив Мак-Клур соединяет море Бофорта, расположенное на западе, с проливом Вайкаунт-Мелвилл на востоке. В энциклопедии Britannica и в ряде других англоязычных источников пролив называют восточным рукавом моря Бофорта.
Максимальная ширина пролива равна 140 км, минимальная ширина — 88 км. Длина залива составляет 400 км. Максимальная глубина 472 метра, средняя глубина 300 метров. Пролив находится в полярной области и большую часть года покрыт льдами. Благодаря ледоколам навигация длится с августа до сентябрь. Впервые ледокол прошёл по проливу в 1954 году, открыв самый короткий путь через канадскую Арктику. В 1960 году через пролив прошла американская подводная лодка USS Seadragon, а в 1962 году — USS Skate.
Из-за глобального потепления в августе 2007 годах пролив практически полностью освободился ото льда, впервые реально став частью Северо-Западного морского пути. В августе 2010 года ситуация повторилась — пролив полностью освободился ото льда, но выход на запад, в море Бофорта, остался закрыт ледяными полями.

## История
Пролив Мак-Клур открыт английским мореплавателем Робертом Мак-Клуром в 1851 году и позже назван в его честь.